# Будівельник (Тернопіль)
«Будівельник» — футбольна команда з міста Тернополя.
1972—1974 виступала в 2-й лізі чемпіонату СРСР: 1972 — 15 місце із 24, 1973 — 20 із 23, 1974 — 19 із 20.
Провела 128 матчів: В. — 36, Н. — 41, П. — 51, м'ячі — 126:157.
У 1974 році команду очолював заслужений тренер України Петро Савчук.
Наприкінці сезону-1974 команду розформували.